# Парк Уено

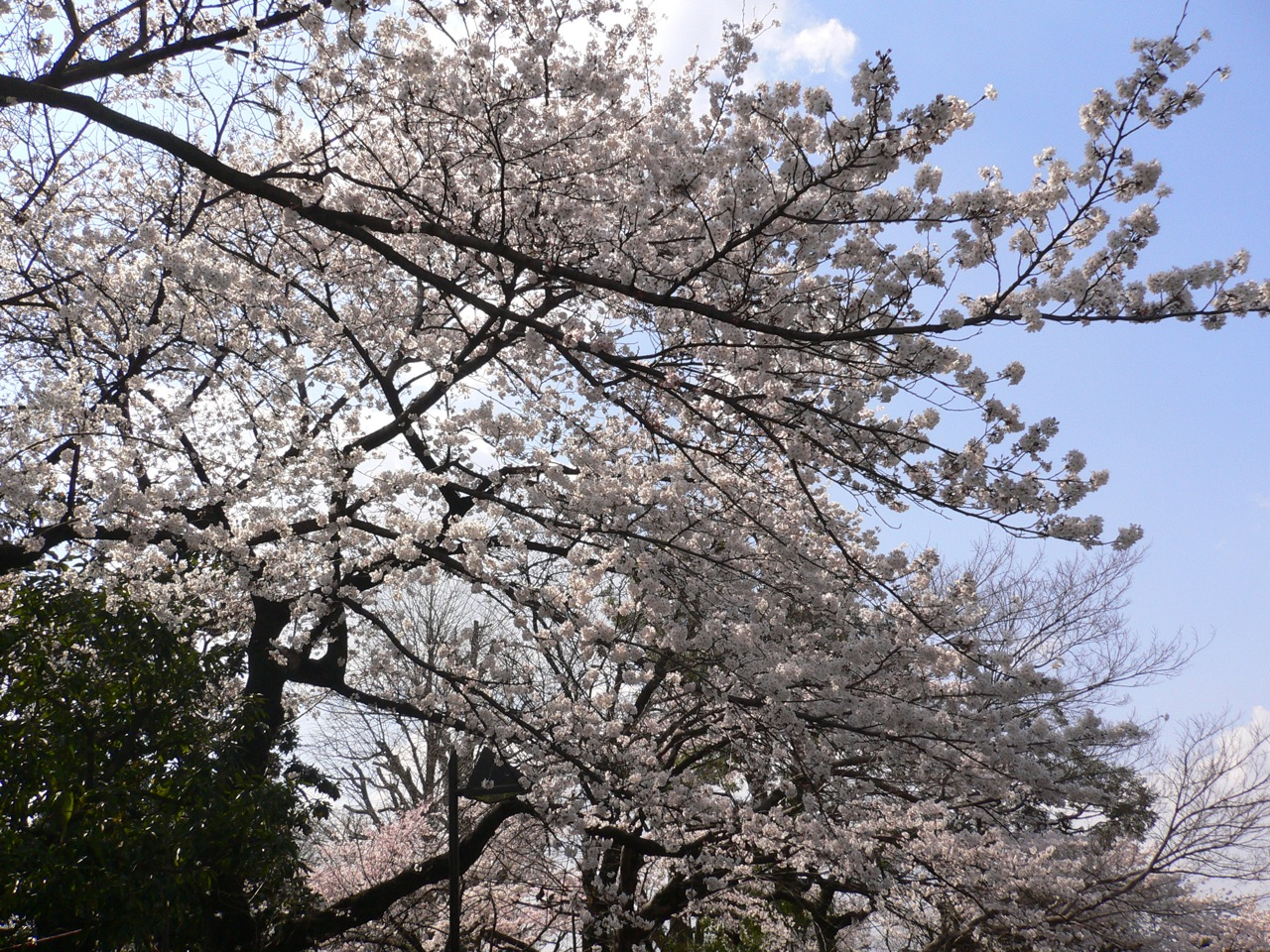
Цвіт сакури в парку Уено

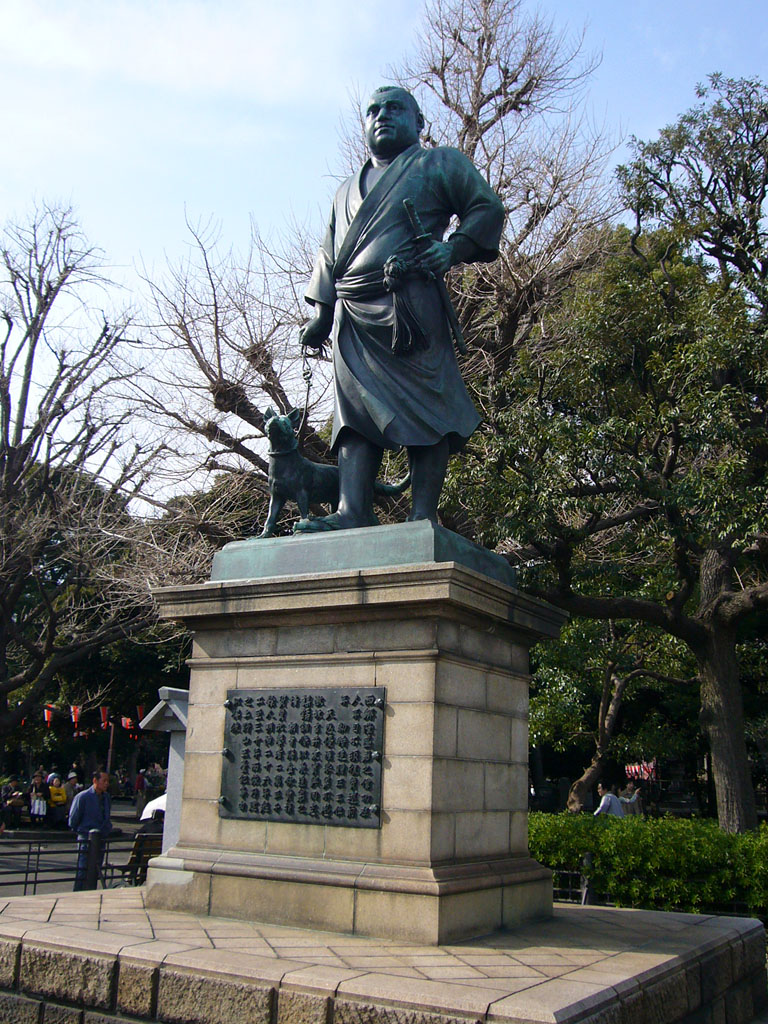
Статуя Сайґо Такаморі

Па́рк Уе́но (яп. 上野公園, うえのこうえん; МФА: [ueno koːeɴ]) — парк в Японії, в столиці Токіо. Розташований на заході району Тайто. Один з освітньо-культурних центрів столиці, місце дозвілля токійців.

## Короткі відомості
Парк Уено простягається від пагорбів Уено до низин ставка Сінохадзу. Він розташований на східному краю плато Уено, частині плато Яманоте. На території парку сконцентровані головні туристичні та освітньо-культурні установи мікрорайону Уено. Площа парку становить 53,2 м².
В ранньому новому часі територія парку Уено була власністю буддистського монастиря Канейдзі. 1873 року його перетворили на парк Міністерства Імператорського двору. 1924 року, з нагоди шлюбу Імператора Сьова, парк Уено подарували разом із ставком Сінохадзу місту Токіо. Відтоді офіційною назвою парку є «Парк Уено, подарований Імператором» (яп. 上野恩賜公園, うえのおんしこうえん, МФА: [ueno onɕi koːen]).
Після реставрації Мейдзі парк був культурно-мистецьким центром країни. 1882 року в ньому було збудовано зоопарк Уено, а на руїнах головного храму монастиря Канейдзі — Токійський національний музей. 1887 року в парку спорудили Мистецьку та Музичну школи, на базі яких виник Токійський університет мистецтв. Окрім цього в парку були споруджені Токійський природничий музей, Столичний музей мистецтв, Державний музей західного мистецтва, Токійський дім культури. Довкола цих будівель були збудовані Академія наук Японії, Академія мистецтв Японії, бібліотека Уено — філія Національної парламентської бібліотека Японії. 
Серед токійців парк відомий садами сакур, що цвіте навесні, храмом Бендзайтен та великим громадським акваріумом. До цінних пам'яток культури парку належать храм Кійомідзу, п'ятиярусна пагода колишнього монастиря Канейдзі, токійське святилище Тосьо тощо. Символом Уено є бронзова статуя Сайґо Такаморі, японського державного діяча періоду Мейдзі.

## Галерея

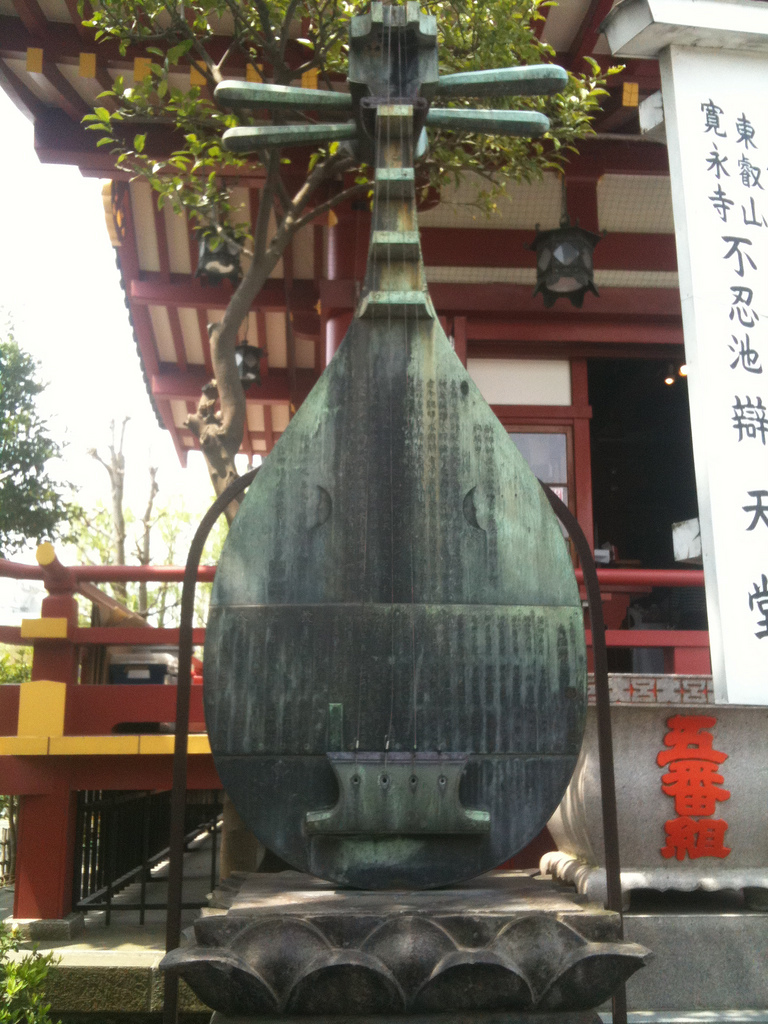
Бентендо
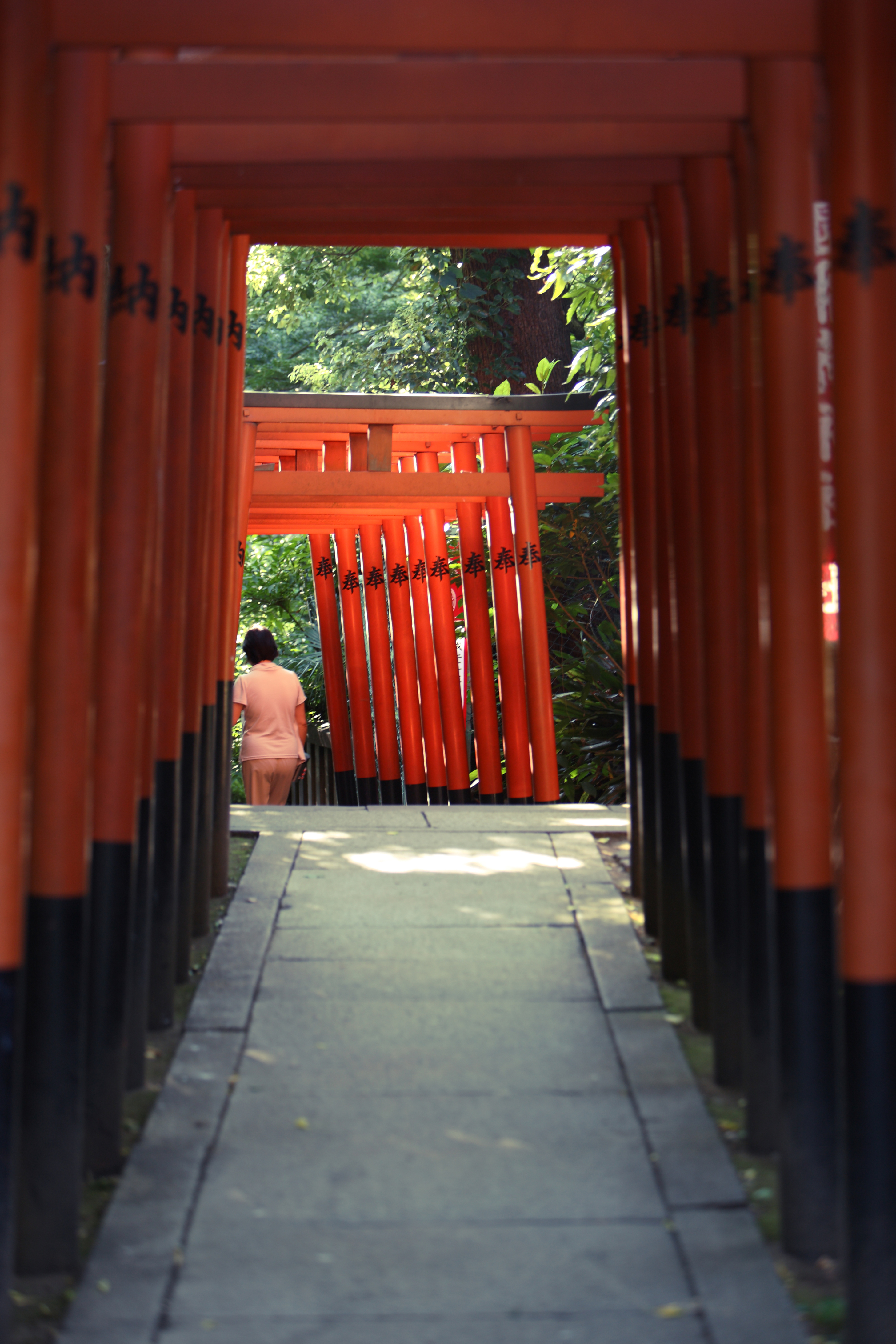
Синтоістський храм Ґоджьотен
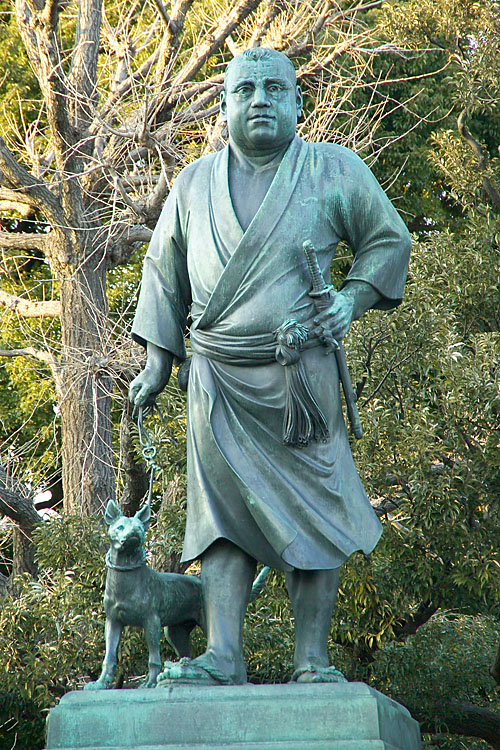
Сайґо Такаморі
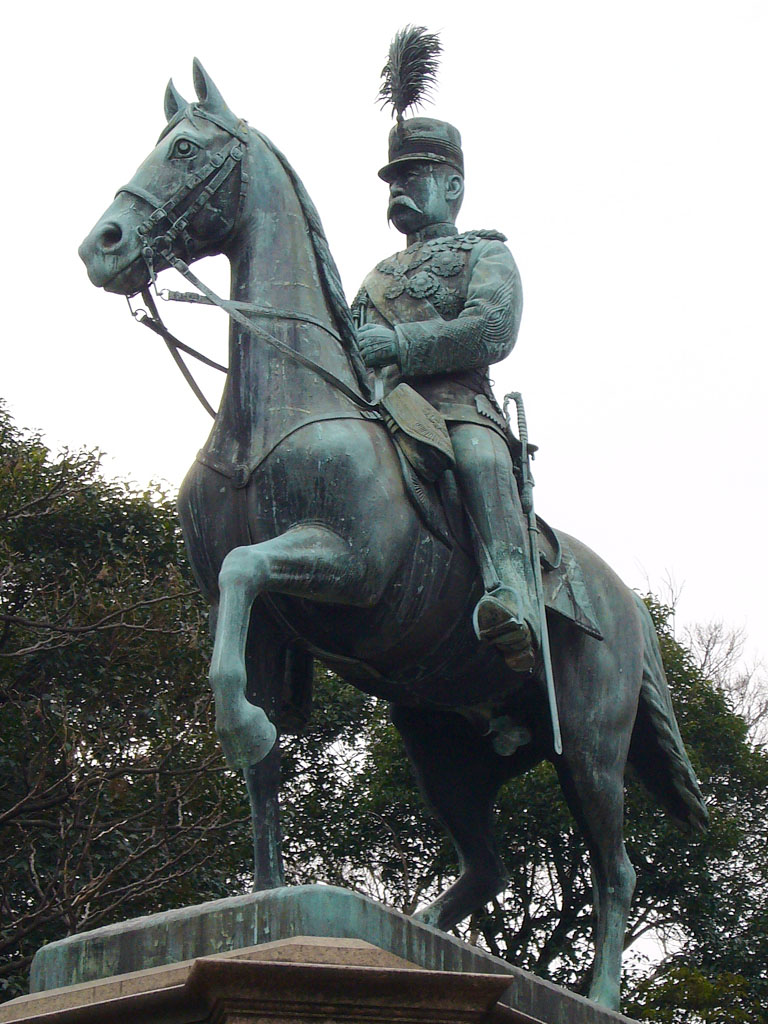
Пам'ятник принцу Комацу Акіхіто
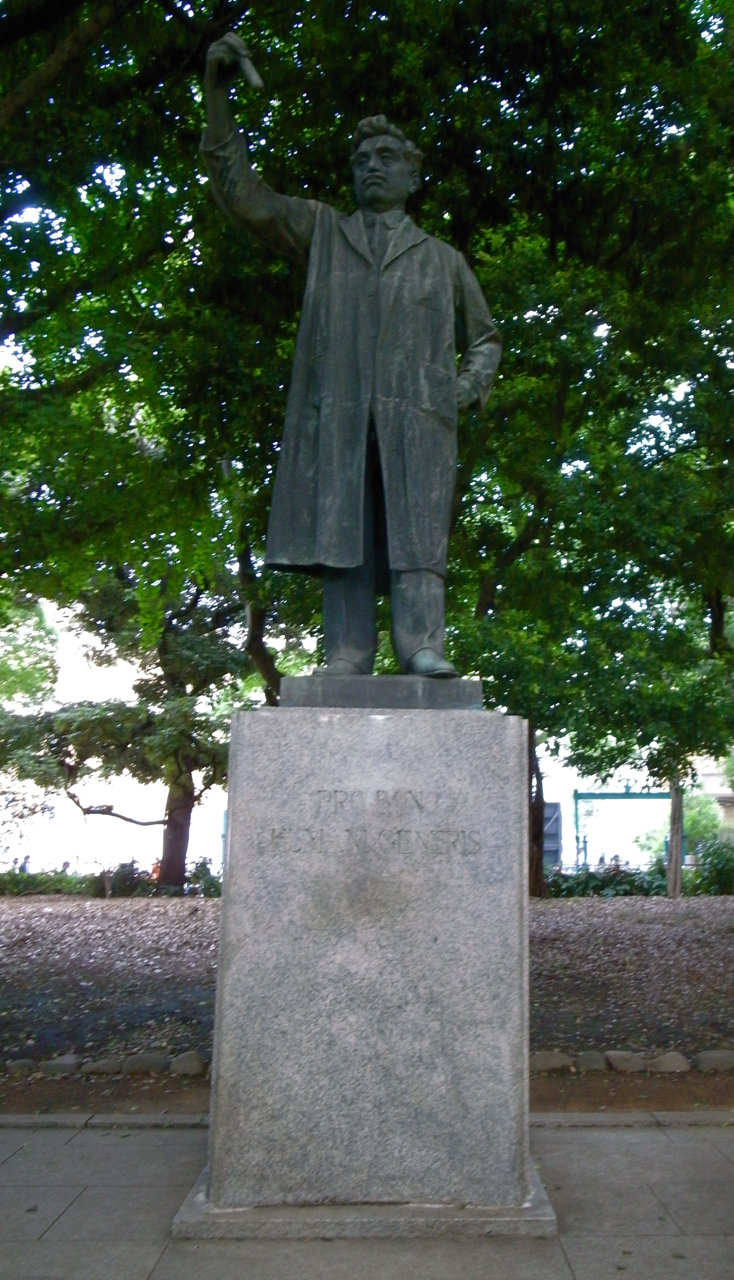
Хидей Ногучі
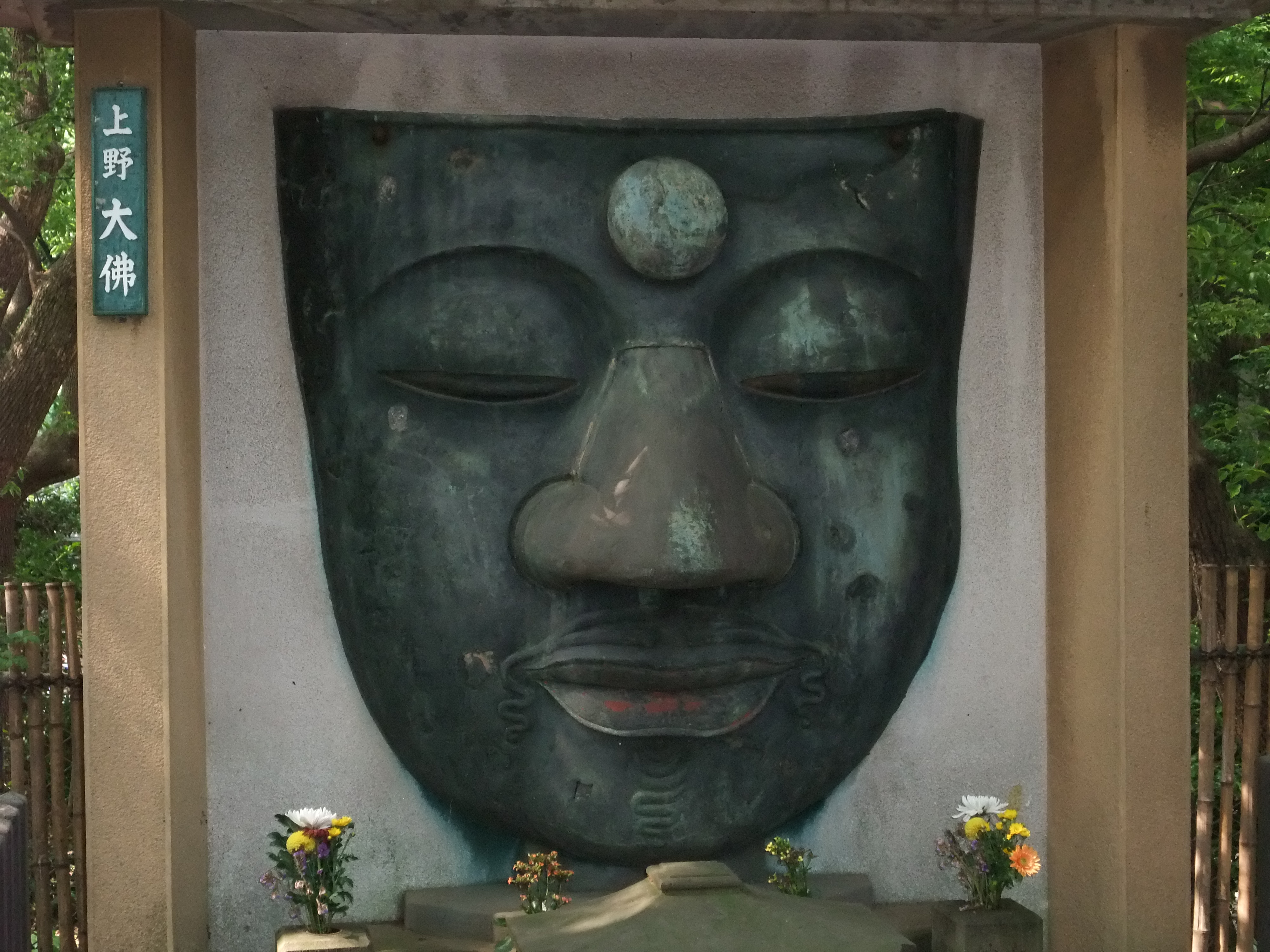
Рештки Уено Даібуцу
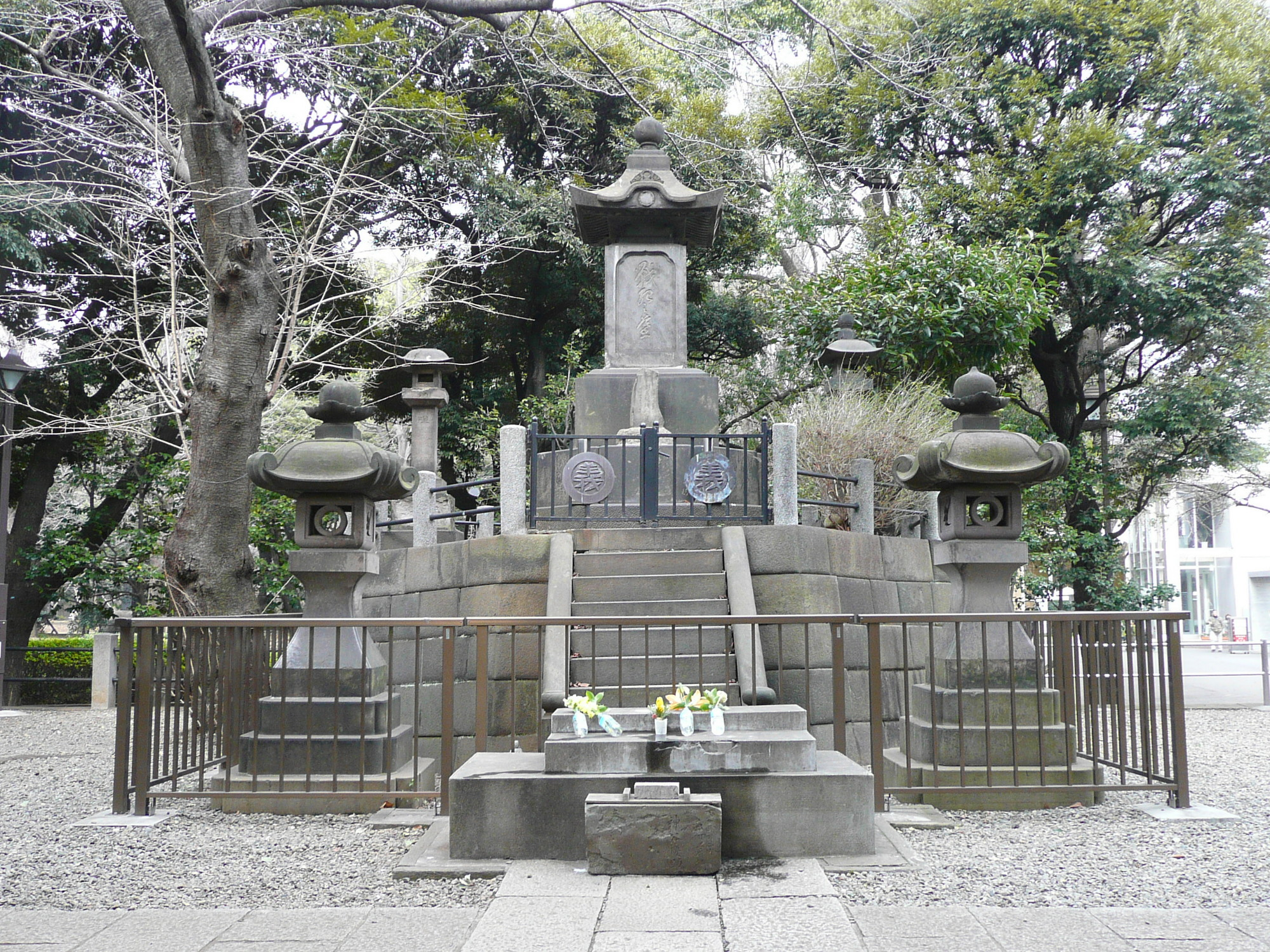
Монумент Шьоґітаі
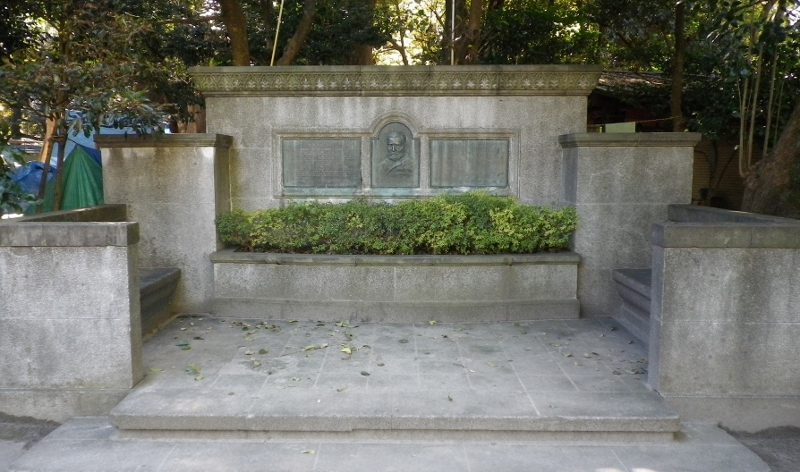
Улісс Грант
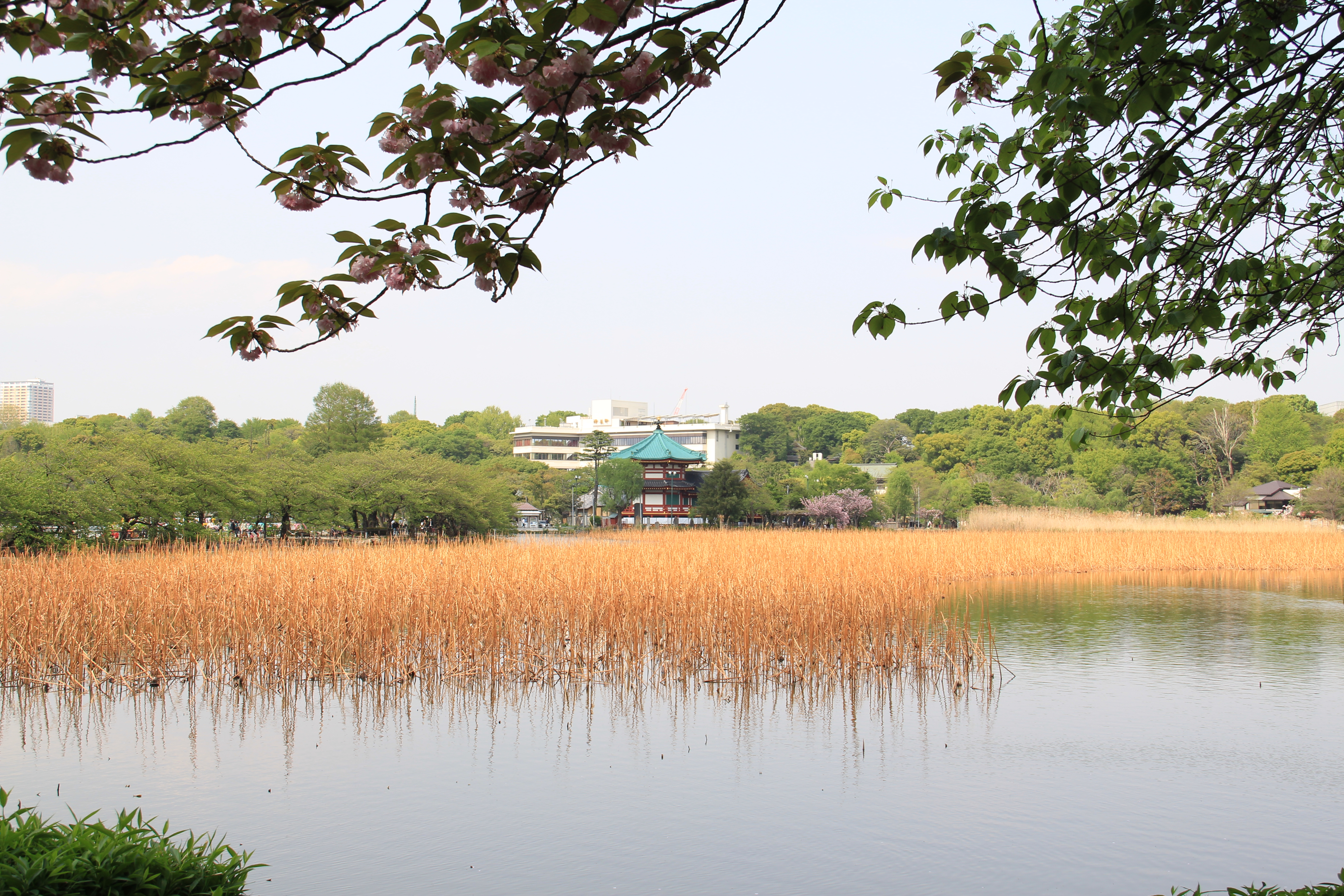
Ставок Шінобазу
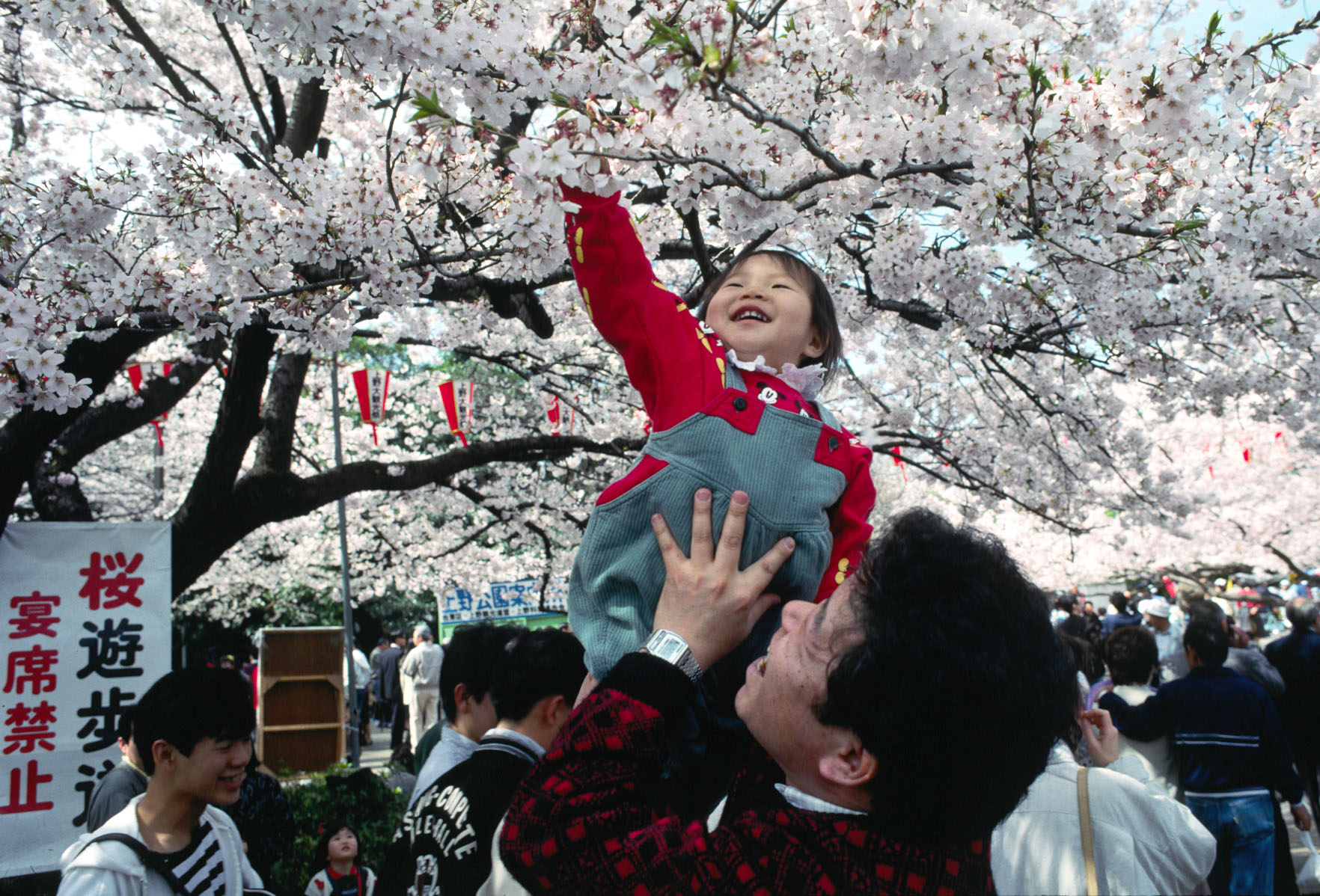
Оханамі